# Harrison Tasher
Harrison Tasher (ur. 5 stycznia 1985) – belizeński piłkarz występujący na pozycji pomocnika, obecnie zawodnik Belize Defence Force.

## Kariera klubowa
Tasher rozpoczynał swoją karierę piłkarską w zespole Wagiya FC z siedzibą w mieście Dangriga, w którego barwach nie zdołał jednak odnieść większych sukcesów i już po roku przeniósł się do lokalnego rywala, Revolutionary Conquerors. Tam jako kluczowy zawodnik w sezonie 2006/2007 triumfował w rozgrywkach krajowego pucharu – FFB Cup Knock-Out Tournament. Niedługo po tym sukcesie powrócił do Wagiyi, której barwy reprezentował przez kolejne dwanaście miesięcy, po czym podpisał umowę z ekipą Valley Renaissance. W sezonie 2008 wywalczył z nią tytuł mistrzowski rozgrywek Super League of Belize, niezrzeszonych w Belizeńskim Związku Piłki Nożnej. W 2009 roku został piłkarzem drużyny FC Belize z Belize City, w którą jeszcze w tym samym sezonie osiągnął tytuł wicemistrza kraju. Po upływie kilku lat zasilił inną ekipę z tego samego miasta, Belize Defence Force FC.

## Kariera reprezentacyjna
W seniorskiej reprezentacji Belize Tasher zadebiutował za kadencji gwatemalskiego selekcjonera Palmiro Salasa, 22 stycznia 2008 w przegranym 0:1 meczu towarzyskim z Salwadorem. W tym samym roku wziął również udział w eliminacjach do Mistrzostw Świata 2010, podczas których rozegrał trzy spotkania, a jego kadra nie zdołała się ostatecznie zakwalifikować na mundial. Wystąpił również w pięciu meczach w ramach eliminacji do Mistrzostw Świata 2014, które jednak zakończyły się dla Belizeńczyków takim samym skutkiem jak poprzednie. W 2013 roku znalazł się w ogłoszonym przez amerykańskiego szkoleniowca Iana Morka składzie na Złoty Puchar CONCACAF. Tam rozegrał dwa z trzech pojedynków, nie wpisując się na listę strzelców, zaś jego drużyna narodowa, debiutująca wówczas w tych rozgrywkach, zanotowała komplet porażek i zakończyła swój udział w turnieju już w fazie grupowej.